# Francesi in Italia
I Francesi in Italia sono una comunità immigrata di circa 33.368 persone di origine o cultura francese. Sono concentrati principalmente a Milano, Roma e in Piemonte. In Valle d'Aosta, nonostante i numeri minori, costituiscono il 2,71% della popolazione straniera residente.

## Storia
La presenza dei francesi nella penisola italiana è antica, nel settecento, con lo scoppio della Rivoluzione francese si ha per esempio la loro emigrazione a Napoli per sfuggire ai pericoli dovuti all'instabilità politica, come nel caso del marsigliese Nicolas Lablache, padre di Luigi Lablache o di René Hilaire De Gas, nonno paterno del pittore francese Edgar Degas, che in tarda età avrebbe beneficiato dei beni della famiglia nel capoluogo partenopeo. Con l'avvento di Napoleone arriva a Napoli Joseph Guillaume Cottrau, che, padre del compositore franconapoletano Guglielmo Cottrau, ottiene la cittadinanza napoletana.
Dopo l'unificazione italiana, e la guerra franco- prussiana, oltre 600.000 francesi emigrarono in Italia.

## Demografia
Francesi in Italia

.